# KVV Standaard Meulestede
Dernière mise à jour : 20 octobre 2011.
Le Koninklijke Voetbalvereniging Standaard Meulestede est un ancien club de football belge basé dans la ville de Gand. Le club est fondé en 1924 et disparaît en 2000, absorbé dans une fusion avec le Royal Racing Club Gand pour former le KRC Gand-Zeehaven. Durant son histoire, le club dispute 8 saisons dans les divisions nationales, dont 4 au troisième niveau.

## Histoire
Le club est fondé durant le premier semestre de l'année 1924 et s'affilie à l'Union Belge le 1er juillet de la même année avec l'appellation Football Athletic Club Eendracht Gent. Le club est versé dans les séries régionales de Flandre-Orientale. Le 1er septembre 1925, le club change son nom en Football Club Athletic Meulestede, du nom du quartier de la ville de Gand où le terrain du club se trouve. En décembre 1926, il reçoit le matricule 432.
Le club joue pendant plus de vingt ans dans les divisions régionales et provinciales, et rejoint pour la première fois la Promotion, alors troisième et dernier niveau national, en 1947. Le club se bat pour son maintien durant trois saisons, mais il termine avant-dernier de sa série en 1950 et est relégué vers les séries provinciales. Le club revient en Promotion un an plus tard et, reconnu « Société Royale » le 4 juillet 1951, y obtient son meilleur classement, une septième place. Mais malgré cette bonne performance, le club est relégué vers le nouveau quatrième niveau, qui hérite du nom de Promotion. Il subit une seconde relégation consécutive, et est renvoyé vers les séries provinciales après deux saisons en nationales.
Le club parvient à remonter par après en Promotion, et y joue trois nouvelles saisons, avant de retomber à nouveau vers les provinciales. Il ne remontera plus jamais dans les séries nationales par la suite. En 1991, le Standaard Meulestede fusionne avec le Football Athletiek Club Standaard Gand, porteur du matricule 3002, pour former le Koninklijke Voetbalvereniging Standaard Meulestede. Le club fusionné conserve le matricule 432 de Meulestede, celui du Standaard Gand étant radié par l'URBSFA. Neuf ans plus tard, le club est fusionne à nouveau, cette fois avec le Royal Racing Club Gand pour former le Royal Racing Club Gent-Zeehaven. Après cette fusion, le club conserve le matricule 11 du Racing. Le matricule 432 est alors rayé des listes de la Fédération Belge.

## Résultats sportifs

### Bilan
| Niv | Divisions    | Jouées | Titres | TM Up | TM Down |
| --- | ------------ | ------ | ------ | ----- | ------- |
| I   | 1e nationale | 0      | 0      |       |         |
| II  | 2e nationale | 0      | 0      |       |         |
| III | 3e nationale | 4      | 0      |       |         |
| IV  | 4e nationale | 4      | 0      |       |         |
|     |              |        |        |       |         |
|     | TOTAUX       | 8      | 0      |       |         |

- TM Up= test-match pour départager des égalités, ou toutes formes de Barrages ou de Tour final pour une montée éventuelle.
- TM Down= test-match pour départager des égalités, ou toutes formes de Barrages ou de Tour final pour le maintien.

### Classements saison par saison
| Ordre | Saison  | Nom du club                                           | Niveau                                                | Classement final                                      | Remarques                                             |
| ----- | ------- | ----------------------------------------------------- | ----------------------------------------------------- | ----------------------------------------------------- | ----------------------------------------------------- |
| 1     | 1947-48 | KFAC Meulestede                                       | Promotion (D3) série A                                | 11e/16                                                |                                                       |
| 2     | 1948-49 | KFAC Meulestede                                       | Promotion (D3) série B                                | 12e/16                                                |                                                       |
| 3     | 1949-50 | KFAC Meulestede                                       | Promotion (D3) série A                                | 15e/16                                                | Relégué                                               |
|       |         |                                                       |                                                       |                                                       | séries provinciales                                   |
| 4     | 1951-52 | KFAC Meulestede                                       | Promotion (D3) série B                                | 7e/16                                                 | Relégué                                               |
| 5     | 1952-53 | KFAC Meulestede                                       | Promotion série A                                     | 14e/16                                                | Relégué                                               |
|       |         |                                                       |                                                       |                                                       | séries provinciales                                   |
| 6     | 1955-56 | KFAC Meulestede                                       | Promotion série A                                     | 10e/16                                                |                                                       |
| 7     | 1956-57 | KFAC Meulestede                                       | Promotion série D                                     | 11e/16                                                |                                                       |
| 8     | 1957-58 | KFAC Meulestede                                       | Promotion série A                                     | 14e/16                                                | Relégué                                               |
|       |         |                                                       |                                                       |                                                       | séries provinciales                                   |
| -     | 2001    | Fusion avec le RRC Gand et radiation du matricule 432 | Fusion avec le RRC Gand et radiation du matricule 432 | Fusion avec le RRC Gand et radiation du matricule 432 | Fusion avec le RRC Gand et radiation du matricule 432 |